# 미켈 라보아
미켈 라보아(Mikel Laboa, 1934년 7월 14일 ~ 2008년 12월 1일)는 스페인의 가수이다.